# Winston McKenzie
Winston Truman McKenzie (né le 23 octobre 1953) est un homme politique et activiste britannique. Il est connu pour avoir fait sa carrière politique dans de nombreux partis politiques.

## Résultats électoraux

### Chambres des communes
| Élection          | Circonscription | Parti | Parti              | Voix  | %   | Résultats |
| ----------------- | --------------- | ----- | ------------------ | ----- | --- | --------- |
| Partielle de 2003 | Brent East      |       | Indépendant        | 197   | 0,9 | Échec     |
| Générales de 2005 | Croydon North   |       | Veritas            | 324   | 0,7 | Échec     |
| Générales de 2010 | Tottenham       |       | UKIP               | 466   | 1,1 | Échec     |
| Partielle de 2012 | Croydon North   |       | UKIP               | 1 400 | 5,7 | Échec     |
| Générales de 2015 | Tottenham       |       | UKIP               | 2 899 | 5,4 | Échec     |
| Partielle de 2016 | Witney          |       | Démocrates anglais | 52    | 0,1 | Échec     |

### Mairie de Londres
| Date | Parti | Parti              | Voix                      | %                         | Résultats |
| ---- | ----- | ------------------ | ------------------------- | ------------------------- | --------- |
| 2008 |       | Indépendant        | 5 389 (1er tour)          | 0,2 (1er tour)            | Échec     |
| 2012 |       | UKIP               | 7,4 % au primaire de 2011 | 7,4 % au primaire de 2011 | Échec     |
| 2016 |       | Démocrates anglais | Disqualifié du vote       | Disqualifié du vote       | Échec     |

### Assemblée de Londres
| Élection | Circonscription    | Parti | Parti | Voix   | %   | Résultats |
| -------- | ------------------ | ----- | ----- | ------ | --- | --------- |
| 2012     | Croydon and Sutton |       | UKIP  | 10 757 | 7,0 | Échec     |

### Présidence de partis
| Date |  |         | Voix | %    | Résultats |
| ---- |  | ------- | ---- | ---- | --------- |
| 2005 |  | Veritas | 168  | 14,4 | Échec     |
| 2010 |  | UKIP    | 530  | 5,3  | Échec     |